# Okres Sokůlka
Okres Sokůlka (Sokółka; polsky Powiat sokólski) je okres v polském Podleském vojvodství u hranic s Běloruskem. Rozlohu má 2055 km² a v roce 2019 zde žilo 66 686 obyvatel. Sídlem správy okresu je město Sokůlka.

## Gminy
Městsko-vesnické:
- Dąbrowa Białostocka
- Krynki
- Sokůlka
- Suchowola

Vesnické:
- Janów
- Korycin
- Kuźnica
- Nowy Dwór
- Sidra
- Szudziałowo

## Města
- Dąbrowa Białostocka
- Krynki
- Sokůlka
- Suchowola